# Jenišův Újezd
Jenišův Újezd (německy Lang-Ugest) je bývalá vesnice, která stávala západně od Bíliny v okrese Teplice v Ústeckém kraji. Zanikla v sedmdesátých letech 20. století z důvodů těžby hnědého uhlí v Lomu Bílina.

## Historie
Nejstarší osídlení na území pozdějšího Jenišova Újezda existovalo už ve 2. století př. n. l., což odhalil archeologický výzkum v roce 1896. V roce 1340 se uvádí osada Hrnčíře jako součást majetků cisterciáckého kláštera v Oseku. K roku 1352 je již doložena vesnice pod jménem Jenišův Újezd s vlastní plebánií. Nacházela se na cestě, spojující Duchcov, Most, Litvínov a Osek se Saskem.
Roku 1477 odkoupil ves od kláštera Pavel Kaplíř ze Sulevic. Později zanikla místní farnost a Jenišův Újezd byl přifařen k Mariánským Radčicím. V roce 1672 koupil vesnici (spolu s 22 dalšími vesnicemi) opat Vavřinec Scipio, čímž se Újezd opět stal majetkem oseckých cisterciáků. V té době se obyvatelé živili především zemědělstvím, rybolovem a chmelařstvím. Roku 1742 nechal osecký opat Jeroným Besnecker ve vsi postavit kostel sv. Bartoloměje. Autorem projektu byl Octavio Broggio. Při kostele byla později zřízena farnost, kterou spravovali cisterciáci z oseckého kláštera.
V roce 1808 založil osecký opat Benedikt Venusi v Jenišově Újezdě školu. V roce 1850 již v Újezdě žilo bezmála 500 obyvatel. Od roku 1860 byla ves napojena na železnici. Při sčítání obyvatel v roce 1921 žilo v Jenišově Újezdě 1378 Němců a 384 Čechů. V roce 1927 byl poblíž vsi zaražen hnědouhelný důl, pojmenovaný Prezident Masaryk (v letech 1938–1945 přejmenovaný na Konrad Henlein-Schacht). V roce 1938 připadla vesnice jako součást Sudet k Německu. V roce 1944 byl otevřen druhý hnědouhelný důl, nazvaný Ignis (od roku 1945 zvaný Svoboda).
Po osvobození v roce 1945 byl Jenišův Újezd dosídlen Čechy. V roce 1950 měl již 1210 obyvatel. Roku 1961 bylo přijato rozhodnutí o zřízení povrchového dolu Maxim Gorkij a vesnice měla být přesídlena. Likvidace vsi proběhla v letech 1972–1974. Její obyvatelé dostali byty na sídlišti v Bílině.
V roce 1995 byly na místě bývalé vsi Hrnčíře, která k Jenišovu Újezdu patřila, objeveny základy grangie (tj. hospodářského dvora, kde pracovali konvrši) oseckého kláštera.

## Obyvatelstvo
Při sčítání lidu v roce 1921 zde žilo 1 762 obyvatel (z toho 862 mužů), z nichž bylo 384 Čechoslováků, 1 369 Němců a devět cizinců. Většina (1 474 lidí) se hlásila k římskokatolické církvi, ale žilo zde také 21 evangelíků, jeden člen církve československé a 266 lidí bez vyznání. Podle sčítání lidu z roku 1930 měla vesnice 1 988 obyvatel: 481 Čechoslováků, 1 488 Němců a devatenáct cizinců. Stále převažovala římskokatolická většina, počet evangelíků vzrostl na 55, církev československá zde měla dva věřící, další dva lidé se hlásili k jiným nezjišťovaným církvím a 349 lidí nevyznávalo žádnou víru.
|           | 1869 | 1880 | 1890  | 1900  | 1910  | 1921  | 1930  | 1950  | 1961  | 1970 |
| --------- | ---- | ---- | ----- | ----- | ----- | ----- | ----- | ----- | ----- | ---- |
| Obyvatelé | 571  | 732  | 1 055 | 1 495 | 1 829 | 1 762 | 1 988 | 1 210 | 1 155 | 998  |
| Domy      | 88   | 105  | 120   | 141   | 153   | 151   | 196   | 219   | 195   | 197  |

## Osobnosti
- Adolf Knötgen (1831–1900), notář a politik